# Solanum pertenue
Solanum pertenue är en potatisväxtart som beskrevs av Paul Carpenter Standley och Conrad Vernon Morton. Solanum pertenue ingår i släktet skattor som ingår i familjen potatisväxter. Inga underarter finns listade i Catalogue of Life.